# Horisme erythroides
Collix erythroides là một loài bướm đêm trong họ Geometridae.